# Pumpernickel
Le pumpernickel est un pain de seigle d'origine germanique. Préparé à partir de farine de seigle ou de grains de seigle ou d'une combinaison des deux, il est très compact et de couleur très sombre.
La plus ancienne mention de ce pain date de 1450 : à cette époque, il aurait été utilisé pendant une famine dans la ville d'Osnabrück, en Allemagne du Nord. Le pumpernickel, ainsi apprécié, aurait continué d'être consommé par la suite.

## Origine du nom
Une étymologie populaire[réf. nécessaire] dans l'Est de la France et en Rhénanie-Palatinat (Allemagne) attribue ce mot à une germanisation de « bon pour Nickel », du nom d'un des chevaux de Napoléon Ier : il s'agit d'une légende. Montesquieu en parle dans ses Voyages en Europe (1728-1732) et Denis Diderot cite déjà le pumpernickel dans son Encyclopédie.
Selon le philologue allemand Johann Christoph Adelung (1732-1806), ce nom viendrait du vernaculaire germanique de l'ancien haut allemand : pumpern signifiait « avoir des flatulences », et Nickel est un diminutif du prénom Nicolas, communément attribué à un lutin, un démon ou un esprit maléfique ; ainsi, Pumpernickel aurait le sens de « démon péteur », ou « pet du démon ».
Une autre explication est donnée par le dictionnaire étymologique allemand Kluge, qui stipule que le nom existait avant d'être attribué à ce pain. Il aurait été un terme péjoratif pour désigner une personne aux manières peu raffinées, et fut, par la suite, utilisé de manière également péjorative pour désigner le pain de seigle simple produit par le peuple de Westphalie.

## Recette allemande
La recette d'origine contient seulement de l'eau et du seigle, que ce soit en grain ou en farine. Dans ce cas, il s'agit de farine intégrale. La couleur noire ou brun foncé de la version allemande est obtenue par la réaction de Maillard qui se produit, pour ce pain, lors d'une cuisson de 16 à 24 heures à une température aux alentours de 120 °C. Cette réaction chimique confère aussi au pain une odeur de chocolat noir et de café, caractéristique prisée par les consommateurs du pumpernickel.

## Recette américaine
La formule américaine du pumpernickel est une recette différente qui tente d'imiter la couleur, l'odeur et le goût du pumpernickel original. En effet, il ne s'agit pas d'obtenir une lente réaction de Maillard, mais plutôt d'imiter les caractéristiques visuelles et olfactives du pain, à la manière d'un ersatz. Dans ce but, plusieurs ingrédients sont ajoutés à l'eau et à la farine : la mélasse, la poudre de cacao et le café donnent l'odeur et un simulacre de la couleur recherchée pour ce pain. D'autres, comme le caramel et le carvi, sont utilisés pour des variétés de saveur. Comme dans la fabrication originelle, la farine entière ou intégrale est préférable, voire nécessaire pour l'aspect compact du pain. Pour satisfaire un plus grand nombre de consommateurs, un pain moins compact est produit avec des recettes utilisant de la farine de seigle tamisée et/ou avec une proportion élevée de farine de blé. Dans certains cas, l'altération de la recette primitive est telle qu'un autre nom doit être donné au pain, comme le « pain noir » (ou brun).

## Propriétés nutritives

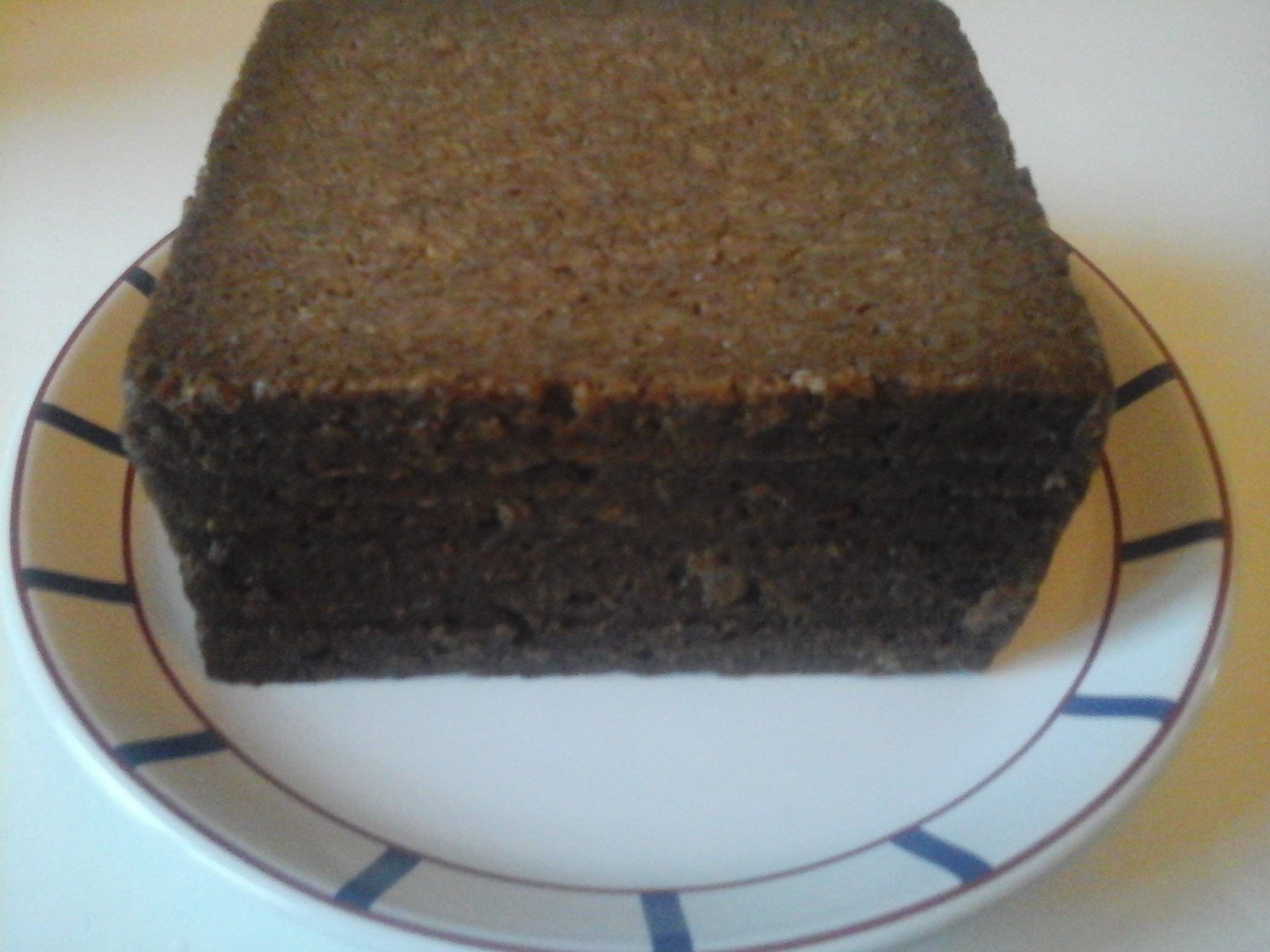
Pumpernickel.

Plusieurs études comparant différents pains ont été effectuées[réf. nécessaire]. À plusieurs niveaux, les pains contenant davantage de farine complète sont bénéfiques sur le plan nutritionnel[réf. nécessaire]. Les pains à base de farine de seigle complète, en raison de leurs faibles charges glycémiques, seraient particulièrement bénéfiques pour réduire les risques d'accident cardiovasculaire[réf. nécessaire]. Ainsi, une étude aurait montré une diminution de 8 % du cholestérol sanguin total[réf. nécessaire]. Par ailleurs, le pain de seigle complet possèderait de nombreuses autres qualités digestives en raison de sa concentration élevée en fibres. Les ingrédients du pumpernickel laissent supposer encore plus de propriétés bénéfiques. Entre autres, la mélasse est riche en minéraux comme le fer qui se retrouvent dans le pain, alors que les sucres de la mélasse se transforment en gaz carbonique, en alcool (qui s'évapore à la cuisson) et en différents acides produits par le levain. Par ailleurs, une longue fermentation du pain, comme dans les recettes originales, améliorerait sa digestibilité et la disponibilité des minéraux (voir l'article sur le levain).